# Buccarro
Buccarro es una localidad de Trinidad y Tobago, que forma parte de la región de Couva-Tabaquite-Talparo.

## Geografía
La localidad abarca parte de la isla Trinidad y limita al norte con St. Mary's Village, al sur con Mc Bean, al este con Freeport y al oeste con Mc Bean.

## Demografía
Datos demográficos de la localidad de Buccarro:
| Gráfica de evolución demográfica de Buccarro entre 2000 y 2011 |
|                                                                |